# Robertino Insúa
Robertino Insúa (Buenos Aires, Argentina; 28 de marzo de 1994) es un futbolista argentino. Juega como mediocampista ofensivo o enganche y su actual equipo es Miami United de la National Premier Soccer League de los Estados Unidos. Es hijo del exfutbolista y actual director técnico Rubén Darío Insúa.

## Trayectoria
Hizo inferiores en San Lorenzo de Almagro, donde llegó hasta la Reserva, categoría con la que se consagró campeón en 2015. A mitad de 2016 pasó a préstamo en Unión de Santa Fe, pero no sumó minutos en toda la temporada y apenas integró el banco de suplentes en una ocasión.
A mediados de 2017 regresó a San Lorenzo de Almagro, donde no fue tenido en cuenta y entrenó con un selectivo hasta diciembre de ese año, cuando finalizó su contrato y quedó en libertad de acción. A principios de 2018 se incorpora a Toreros FC de la Segunda Categoría de Ecuador.
Jugó también en Liga de Portoviejo y Guayaquil City.

## Clubes
| Club                   | País           | Año       |
| ---------------------- | -------------- | --------- |
| San Lorenzo de Almagro | Argentina      | 2015-2016 |
| Unión de Santa Fe      | Argentina      | 2016-2017 |
| San Lorenzo de Almagro | Argentina      | 2017      |
| Toreros FC             | Ecuador        | 2018-2019 |
| Liga de Portoviejo     | Ecuador        | 2020      |
| Guayaquil City         | Ecuador        | 2021      |
| Miami United           | Estados Unidos | 2022-Act. |

### Estadísticas
- Actualizado al 6 de abril de 2022

| Club                         | Div.                | Temporada           | Liga | Liga | Copa Nacional | Copa Nacional | Copa Internacional | Copa Internacional | Total | Total |
| Club                         | Div.                | Temporada           | PJ   | G    | PJ            | G             | PJ                 | G                  | PJ    | G     |
| ---------------------------- | ------------------- | ------------------- | ---- | ---- | ------------- | ------------- | ------------------ | ------------------ | ----- | ----- |
| Unión Argentina              |                     |                     |      |      |               |               |                    |                    |       |       |
| 1.ª                          | 2016/17             | 0                   | 0    | 0    | 0             | -             | -                  | 0                  | 0     |       |
| Total                        | Total               | 0                   | 0    | 0    | 0             | -             | -                  | 0                  | 0     |       |
| San Lorenzo Argentina        |                     |                     |      |      |               |               |                    |                    |       |       |
| 1.ª                          | 2017/18             | 0                   | 0    | -    | -             | -             | -                  | 0                  | 0     |       |
| Total                        | Total               | 0                   | 0    | -    | -             | -             | -                  | 0                  | 0     |       |
| Toreros FC · Ecuador         |                     |                     |      |      |               |               |                    |                    |       |       |
| 4.ª                          | 2018                | ?                   | ?    | -    | -             | -             | -                  | ?                  | ?     |       |
| 3.ª                          | 2018                | ?                   | ?    | 4    | 2             | -             | -                  | ?                  | ?     |       |
| 4.ª                          | 2019                | ?                   | ?    | 1    | 0             | -             | -                  | ?                  | ?     |       |
| Total                        | Total               | ?                   | ?    | 5    | 2             | -             | -                  | ?                  | ?     |       |
| Liga de Portoviejo · Ecuador |                     |                     |      |      |               |               |                    |                    |       |       |
| 1.ª                          | 2020                | 16                  | 2    | -    | -             | -             | -                  | 16                 | 2     |       |
| Total                        | Total               | 16                  | 2    | -    | -             | -             | -                  | 16                 | 2     |       |
| Guayaquil City · Ecuador     |                     |                     |      |      |               |               |                    |                    |       |       |
| 1.ª                          | 2021                | 0                   | 0    | -    | -             | 0             | 0                  | 0                  | 0     |       |
| Total                        | Total               | 0                   | 0    | -    | -             | 0             | 0                  | 0                  | 0     |       |
| Miami United Estados Unidos  |                     |                     |      |      |               |               |                    |                    |       |       |
| 4.ª                          | 2022                | 0                   | 0    | 2    | 1             | -             | -                  | 2                  | 1     |       |
| Total                        | Total               | 0                   | 0    | 2    | 1             | -             | -                  | 2                  | 1     |       |
| Total en su carrera          | Total en su carrera | Total en su carrera | 16   | 2    | 7             | 3             | 0                  | 0                  | 23    | 5     |